# Coquillettia granulata
Coquillettia granulata är en insektsart som beskrevs av Knight 1930. Coquillettia granulata ingår i släktet Coquillettia och familjen ängsskinnbaggar. Inga underarter finns listade i Catalogue of Life.